# ۷۷۱ (قمری)
۷۷۱ (قمری)، هفتصد و هفتاد و یکمین سال در گاهشماری هجری قمری است. اول محرم این سال برابر با سیزدهم اوت سال ۱۳۶۹ میلادی است.